# Sinan Akdeniz
Sinan Seyfettin Akdeniz (* 28. November 1994) ist ein schweizerisch-türkischer Fussballspieler.

## Karriere
Akdeniz begann seine Karriere beim FC St. Gallen. Danach spielte er in der Türkei für die Zweitmannschaft von Adana Demirspor. 2013 kehrte er in die Schweiz zum FC Wittenbach zurück. Im Sommer 2014 wechselte er nach Österreich zu den Amateuren des SC Austria Lustenau. Nachdem er in seiner ersten Saison 2014/15 in 23 Spielen nur drei Mal getroffen hatte, schoss er 2015/16 in der Vorarlbergliga in 22 Spielen 19 Tore und war somit gemeinsam mit Sefa Gaye und Julian Schelling der beste Torschütze der Liga.
Zur Saison 2016/17 stieg er in den Lustenauer Profikader auf. Sein Debüt in der zweiten Liga gab er am ersten Spieltag der Saison 2016/17 gegen den LASK Linz, als er in Minute 81 für Mario Bolter ins Spiel kam.
Nach der Saison 2016/17 verliess er die Lustenauer und wechselte zurück in die Schweiz zum sechstklassigen FC Arbon 05. 2018 wechselte er wieder nach Österreich zur zweiten Mannschaft des SCR Altach. Nach zwei Saisons wechselte er zurück nach Arbon. Im Februar 2021 wechselte er abermals nach Österreich, diesmal zu Schwarz-Weiß Bregenz. Im Februar 2022 wechselte Akdeniz wieder zum FC Wittenbach.